# Magdalena Bay
Pour la baie mexicaine, voir Baie de Magdalena.
Magdalena Bay est un duo de pop alternative américain originaire de Miami, en Floride, basé à Los Angeles, en Californie. Le duo est composé de Mica Tenenbaum et Matthew Lewin, qui écrivent et produisent ensemble. Ils ont sorti deux albums studio, trois EP et trois mixtapes (appelées Mini Mixes), composés de chansons d'une à deux minutes accompagnées de clips vidéo faits maison sur écran vert.
Le duo a sorti son premier album studio, Mercurial World, le 8 octobre 2021. Ils sont connus pour leurs vidéos TikTok informatives sur l'industrie de la musique et leurs visuels kitsch type Do It Yourself,,. Leur deuxième album, Imaginal Disk, est sorti le 23 août 2024.

## Origine
Mica Tenenbaum est née à Buenos Aires, en Argentine, et immigre avec sa famille aux États-Unis à l'âge d'un an, grandissant à Miami. Matthew Lewin est né à Miami et est d'origine argentine du côté de son père. Tenenbaum et Lewin sont tous deux juifs. Ils se rencontrent au lycée dans le cadre d'un programme organisé par Live! Modern School of Music, où ils sont placés dans un groupe de reprises de rock classique. Ils commencent ensuite à écrire leur propre musique rock progressive sous le nom de Tabula Rasa,,. Après la séparation de ce groupe, ils forment Magdalena Bay en 2016 alors qu'ils sont en vacances à l'université — Tenenbaum à l'Université de Pennsylvanie à Philadelphie et Lewin à l'Université du Nord-Est à Boston — et continuent à collaborer à distance. Le groupe doit son nom à un supérieur d'un ancien travail de Lewin,.

## Carrière
Ils ont cité Grimes, Chairlift et Charli XCX comme influences. Le duo sort ses deux premiers EP, Day/Pop et Night/Pop, en 2019, et signe avec le label indépendant Luminelle Recordings plus tard dans l'année. Ils sortent ensuite deux mixtapes et un EP : Mini Mix, Vol. 1 sort en juillet 2019, A Little Rhythm and a Wicked Feeling sort en mars 2020, et Mini Mix, Vol. 2 sort en novembre 2020.
Le duo sort son premier album studio, Mercurial World, le 8 octobre 2021. La sortie de l'album est précédée de quatre singles : Chaeri, Secrets (Your Fire), You Lose! et Hysterical Us,,. Des clips vidéo accompagnant les singles de l'album sont également publiés pour promouvoir l'album. Une version deluxe de Mercurial World, contenant des « secrets » soumis par les fans, des remixes et deux nouvelles chansons, sort le 23 septembre 2022.
Le 29 octobre 2022, Magdalena Bay se produit au 3e Second Sky Music Festival. En avril 2023, ils se produidsent au 22e Coachella Festival et sortent la mixtape Mini Mix, Vol. 3,. Le 6 août 2023, ils se produisent à Lollapalooza.
Le 28 mai 2024, Magdalena Bay sort le single Death & Romance, leur première sortie sous le label Mom + Pop Music, et annonce également la tournée Imaginal Mystery. Le 10 juillet 2024, le single Image et son clip vidéo sont publiés. Dans un livestream peu après la sortie du clip, le duo annonce son deuxième album studio, Imaginal Disk, qui sort le 23 août 2024. Le troisième single de l'album, Tunnel Vision, est dévoilé le 31 juillet 2024. Le dernier single, That's My Floor, sort le 21 août 2024.

## Discographie

### Albums studio
| Titre           | Détails | Meilleure position dans les charts | Meilleure position dans les charts |
| Titre           | Détails | US Curr.                           | US Heat                            |
| --------------- | --- | ---------------------------------- | ---------------------------------- |
| Mercurial World | - Sortie : 8 octobre 2021 - Label : Luminelle, The Orchard - Formats : LP, CD, cassette, téléchargement numérique, streaming | 59                                 | 18                                 |
| Imaginal Disk   | - Sortie : 23 août 2024 - Label : Mom + Pop Music - Formats : LP, CD, streaming                                              | 17                                 | 6                                  |

### EP
| Titre                                | Détails |
| ------------------------------------ | --- |
| Day/Pop                              | - Sortie : 15 janvier 2019 - Étiquette : Auto-produit - Formats : Téléchargement numérique, streaming                                     |
| Night/Pop                            | - Sortie : 17 janvier 2019 - Étiquette : Auto-produit - Formats : Téléchargement numérique, streaming                                     |
| Mini Mix, Vol. 1                     | - Sortie : 19 juillet 2019 - Étiquette : Luminelle Recordings - Formats : vinyle 10 pouces, cassette, téléchargement numérique, streaming |
| A Little Rhythm and a Wicked Feeling | - Sortie : 13 mars 2020 - Étiquette : Luminelle Recordings - Formats : Téléchargement numérique, streaming, vinyle                        |
| Mini Mix, Vol. 2                     | - Sortie : 20 novembre 2020 - Étiquette : Luminelle Recordings - Formats : vinyle 10 pouces, téléchargement numérique, streaming          |
| Mini Mix, Vol. 3                     | - Sortie : 13 avril 2023 - Étiquette : Luminelle Recordings - Formats : vinyle 10 pouces, téléchargement numérique, streaming             |

### Singles

#### En tant qu'artiste principal
| Titre                                             | Année | Album                                |
| ------------------------------------------------- | ----- | ------------------------------------ |
| Voc Pop                                           | 2016  | Aucun album                          |
| Head Over Heels                                   | 2016  | Day/Pop                              |
| #wastehistime                                     | 2017  | Day/Pop                              |
| Neon                                              | 2017  | Night/Pop                            |
| Set Me Off                                        | 2017  | Day/Pop                              |
| Redbone                                           | 2017  | Night/Pop                            |
| Drive Alone                                       | 2017  | Night/Pop                            |
| Move Slow                                         | 2017  | Night/Pop                            |
| Waking Up                                         | 2018  | Day/Pop                              |
| The Girls                                         | 2018  | Aucun album                          |
| Ghost                                             | 2018  | Aucun album                          |
| Money Lover                                       | 2019  | Aucun album                          |
| Only If You Want It                               | 2019  | Aucun album                          |
| Mine                                              | 2019  | Mini Mix, Vol. 1                     |
| Venice                                            | 2019  | A Little Rhythm and a Wicked Feeling |
| Good Intentions                                   | 2019  | A Little Rhythm and a Wicked Feeling |
| Killshot                                          | 2019  | A Little Rhythm and a Wicked Feeling |
| Oh Hell                                           | 2019  | A Little Rhythm and a Wicked Feeling |
| How to Get Physical                               | 2020  | A Little Rhythm and a Wicked Feeling |
| Airplane                                          | 2020  | A Little Rhythm and a Wicked Feeling |
| Story (Gus Kero Kero Bonito remix)                | 2020  | Aucun album                          |
| Live 4ever                                        | 2020  | Mini Mix, Vol. 2                     |
| Woww                                              | 2020  | Mini Mix, Vol. 2                     |
| Hideaway                                          | 2020  | Mini Mix, Vol. 2                     |
| Sky2Fall                                          | 2020  | Mini Mix, Vol. 2                     |
| Killshot (Slowed + Reverb)                        | 2021  | Aucun album                          |
| Chaeri                                            | 2021  | Mercurial World                      |
| Secrets (Your Fire)                               | 2021  | Mercurial World                      |
| You Lose!                                         | 2021  | Mercurial World                      |
| Hysterical Us                                     | 2021  | Mercurial World                      |
| Chaeri (Danny L Harle remix)                      | 2022  | Mercurial World (Deluxe)             |
| Shotgun (Magdalena Bay remix) (with Soccer Mommy) | 2022  | Aucun album                          |
| All You Do                                        | 2022  | Mercurial World (Deluxe)             |
| Unconditional                                     | 2022  | Mercurial World (Deluxe)             |
| Death & Romance                                   | 2024  | Imaginal Disk                        |
| Image                                             | 2024  | Imaginal Disk                        |
| Tunnel Vision                                     | 2024  | Imaginal Disk                        |
| That's My Floor                                   | 2024  | Imaginal Disk                        |

#### Participations
| Titre                                              | Année | Album                         |
| -------------------------------------------------- | ----- | ----------------------------- |
| Power (Disco Shrine featuring Magdalena Bay)       | 2019  | Xoxo, Disco                   |
| Superficial Love (Calica featuring Magdalena Bay)  | 2020  |                               |
| Push Me Away (Jordana featuring Magdalena Bay)     | 2021  |                               |
| Disappearing (Blu DeTiger featuring Magdalena Bay) | 2024  | All I Ever Want Is Everything |

### Vidéos musicales
Tous les clips musicaux sont publiés via la chaîne YouTube officielle du groupe.
| Titre                                   | Année | Réalisateur                     |
| --------------------------------------- | ----- | ------------------------------- |
| Head over Heels (Tears for Fears cover) | 2016  | Sally Hunter et Mica Tenenbaum  |
| Neon                                    | 2017  | Matthew Lewin                   |
| The Girls                               | 2018  | Mica Tenenbaum et Matthew Lewin |
| Ghost                                   | 2018  | Mica Tenenbaum et Matthew Lewin |
| Money Lover                             | 2019  | Mica Tenenbaum et Matthew Lewin |
| Afternoon in Heaven                     | 2019  | Mica Tenenbaum et Matthew Lewin |
| Turning Off the Rain                    | 2019  | Mica Tenenbaum et Matthew Lewin |
| El Dorado                               | 2019  | Mica Tenenbaum et Matthew Lewin |
| Only If You Want It                     | 2019  | Mica Tenenbaum et Matthew Lewin |
| U Wanna Dance?                          | 2019  | Mica Tenenbaum et Matthew Lewin |
| Mine                                    | 2019  | Mica Tenenbaum et Matthew Lewin |
| Nothing Baby                            | 2019  | Mica Tenenbaum et Matthew Lewin |
| NeverEnding Story (Mini cover)          | 2019  | Mica Tenenbaum et Matthew Lewin |
| Venice                                  | 2019  | Pete Ohs                        |
| Good Intentions                         | 2019  | Mica Tenenbaum et Matthew Lewin |
| Killshot                                | 2019  | Mica Tenenbaum et Matthew Lewin |
| How to Get Physical                     | 2020  | Mica Tenenbaum et Matthew Lewin |
| Live 4ever                              | 2020  | Mica Tenenbaum et Matthew Lewin |
| Woww                                    | 2020  | Mica Tenenbaum et Matthew Lewin |
| Hideaway                                | 2020  | Mica Tenenbaum et Matthew Lewin |
| Sky2Fall                                | 2020  | Mica Tenenbaum et Matthew Lewin |
| Body                                    | 2020  | Mica Tenenbaum et Matthew Lewin |
| I Don't Want to Cry Anymore             | 2021  | Mica Tenenbaum et Matthew Lewin |
| Chaeri                                  | 2021  | Luke Orlando                    |
| Secrets (Your Fire)                     | 2021  | Mica Tenenbaum et Matthew Lewin |
| You Lose!                               | 2021  | Mica Tenenbaum et Matthew Lewin |
| Hysterical Us                           | 2021  | Ian Clontz                      |
| Dreamcatching                           | 2022  | Felix Geen                      |
| All You Do                              | 2022  | Luke Orlando                    |
| Unconditional                           | 2022  | Mica Tenenbaum et Matthew Lewin |
| The Beginning                           | 2022  | Michael Garber                  |
| Death & Romance                         | 2024  | Amanda Kramer                   |
| Image                                   | 2024  | Amanda Kramer                   |
| That's My Floor                         | 2024  | Amanda Kramer                   |

### En tant que producteur
| Titre               | Année | Artiste(s) | Album            |
| ------------------- | ----- | ---------- | ---------------- |
| Running Out of Time | 2023  | Lil Yachty | Let's Start Here |
| Wishing On You      | 2023  | Jihyo      | Zone             |